# H·G·威尔斯
赫伯特·乔治·威尔斯（英語：Herbert George Wells，1866年9月21日—1946年8月13日），简称H·G·威尔斯，英国著名小说家，新闻记者、社会学家和历史学家。他创作的科幻小说和概念对该领域影响深远，如《時間機器》、外星人入侵、反乌托邦等都成为了20世纪科幻小说中的主流话题，科幻作家布里安·阿尔迪斯（Brian Aldiss）将威尔斯称作“科幻小说界的莎士比亚”。

## 早年生活
威尔斯1866年出生于肯特郡的布朗利一个贫寒的家庭。父母都做过仆人。父亲约瑟夫曾经是职业板球运动员，后来经营一家五金店铺。母亲尼尔则一直给有钱人家做仆人。
1880年，由于父亲的店铺倒闭，威尔斯只好辍学到温泽的一家布店做学徒。但是他在这里的工作没有获得店主的满意，1个月以后他就不得已而离开，到薩默塞特郡当了很短一段时间的小学教师。后来还在苏塞克斯郡的一个小镇上给一个药剂师当助手。1881年4月，他又来到朴次茅斯的一个布店作了两年学徒。令人无法忍受的学徒生活迫使他最终离去，在苏塞克斯郡的一家文法学校得到一个助教职位。
1884年他得到助学金（每星期一个基尼），进入了英国皇家科学院的前身堪津顿科学师范学校。他在这里学习物理学、化学、地质学、天文学和生物学。其中他的生物学老师是著名的进化论科学家托马斯·赫胥黎，他后来的科幻小说写作受赫胥黎的进化论思想影响很大。1890年他以动物学的优异成绩获得了伦敦大学帝国理工学院的理学学士学位。从1891年到1893年在伦敦大学函授学院教授生物学。
1891年與堂姐伊莎貝爾·瑪麗·威爾斯（Isabel Mary Wells，1865-1931）結婚，於1894年離婚。1895年與埃米·凱薩琳·羅賓斯（Amy Catherine Robbins，1872-1927）結婚，這段婚姻一直持續到埃米過世。

## 创作生涯
从1891年开始，威尔斯为一些报刊撰写文章。1893年患上了肺出血，休养期间，开始写作短篇小说、散文和评论，同时也开始了科普创作，例如在《百万年的人》（The Man of the Year Million）中他大胆设想在自然选择影响下未来人类的形象，巨大的眼睛，细长的手。
随后《全国观察家》发表了威尔斯关于时间旅行的设想的连载文章，后来在1895年把这些文章改为《時間機器》的小说发行。此书的出版引起轰动，也奠定了他作为科幻小说作家的声誉。
此后，他又陆续发表了《莫洛博士岛》、《隐身人》、《世界大战》、《神的食物》等科幻小说，还写了大量的论文和长篇小说。
20世纪以后，除了科幻小说以外，威尔斯还从幽默小说《爱情和鲁雅轩》开始，创作了一系列以《托诺-邦盖》为代表的反映英国中下层社会的写实小说，但是知名度不如他所写的科幻小说。

## 社会活动
少年时学徒的经历，使威尔斯形成了一种批判资本主义社会的意识，并且始终贯穿于他的一生。
他接受了空想社会主义的思想，他自称“从学生时代起就是一个社会主义者”。他的科幻小说创作，也是他试图通过教育和科学技术改造社会的一种尝试和努力。但是他并不信仰马克思主义，而是热衷于改良主义，他称自己是一个“保守的社会主义者”。他不赞成阶级斗争和暴力革命，但是认为有必要消灭资本主义社会里的无政府状态。
第一次世界大战后，他用了1年时间完成了100多万字的《世界史纲》，这本著作展现了他作为历史学家的一面。
威尔斯还在1920年和1934年访问苏联，受到了列宁和斯大林的接见。
1903年，威尔斯被萧伯纳招募为改良社会主义团体费边社的社员。威尔斯甫一加入费边社就公开批评这个组织，他认为这个组织无非中产阶级的俱乐部，而且它的成员精英主义过剩、不够激进，还对布尔战争和教育改革漠不关心等等。1906年，威尔斯撰写了《费边社的缺点》（The Faults of the Fabian）。反过来，费边社的一部分成员忧虑威尔斯本人私生活的不检点和自由恋爱的主张，怕他影响费边社的名声。两厢影响之下，他于1908年退出了费边社。
他的长篇小说《安·维尼罗卡》和《新马基雅弗利》反映的就是他在这段时期的生活经验。

## 晚年

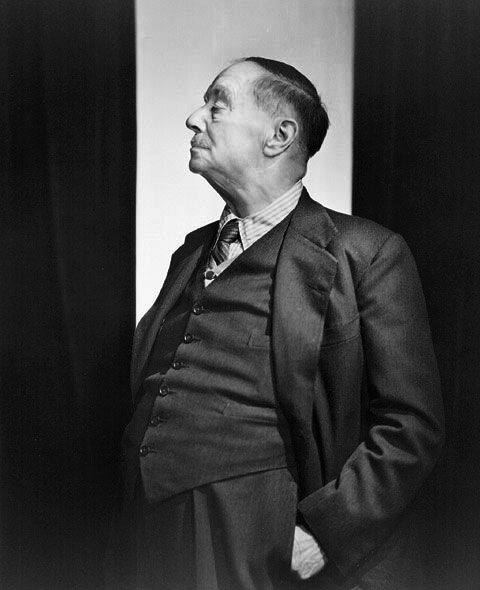
1943年的威爾斯

1920年代以后，威尔斯转向政论性小说创作，借科幻小说的形式，来宣传他的改革理想，但整体上被认为缺乏艺术特色。他晚年的作品转向了灵魂、宗教、道德等方面。
1946年威尔斯在伦敦去世。

## 作品风格
威尔斯善于把科学知识通俗化，并通过小说将其突出出来，正是这种才能使他的科幻小说深受读者欢迎。
他的科幻小说常常具有讽刺性，而显现威尔斯一贯的对资本主义的批判意识，而且这也成为了威尔斯独特的写作风格。
威尔斯的科幻小说以軟科幻为主，主要描写各种先进的科学技术对未来世界的影响，以及这些科学技术所带来的社会问题，政治冲突也就成为了他的小说中的一个重要方面。他的作品也展现了未来科技发展的各种可能性，在他的作品中科技不仅给人类带来了便利，也同时产生反作用，他认为科学并不一定是人类的伙伴。在他的作品中充满了科学技术给人类带来的威胁：外星人入侵，社会暴政、战争、人种变异、太阳消亡。
威尔斯的创作方法对当时及后世英国和世界科学幻想小说的发展有重要影响。他的《当睡者醒来时》开创了科幻小说中重要的一支血脉：“反乌托邦”小说。后来俄罗斯（苏联）作家扎米亚京的《我们》、英国赫胥黎的《美丽新世界》，还有乔治·奥威尔的《一九八四》都继承了这一传统。他在许多小说中对“大脑袋”的外星人的描述成了科幻小说中历来对外星人的“标准形象”。
他的科幻小说也遭到了一些科幻小说家的批评，他们认为应该把更多的信念放在人类的灵魂和精神之上。

## 主要作品

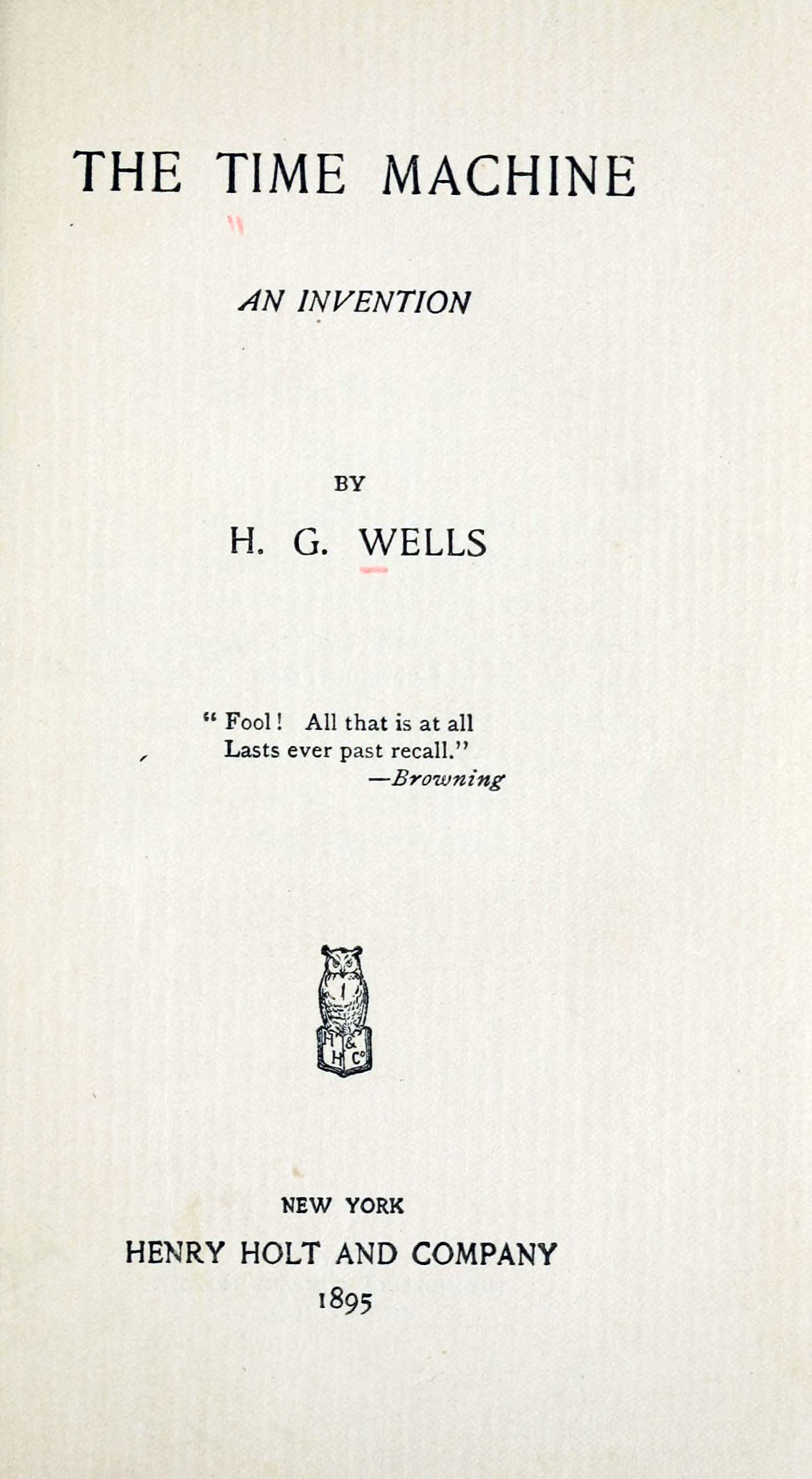
《時間機器》內頁

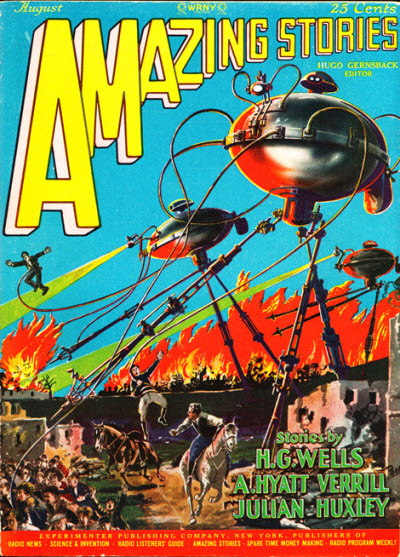
《世界大戰》刊登在美國科幻雜誌《惊奇故事》上

- 《时间机器》（1895年）
- 《莫洛博士岛》（1896年）
- 《隐形人》（1897年）
- 《星際戰爭》（1898年）
- 《当睡者醒来时（英语：The Sleeper Awakes）》（1899年）
- 《爱情和鲁雅轩（英语：Love and Mr Lewisham）》（1900年）
- 《最早登上月球的人》（1901年）
- 《神的食物（英语：The Food of the Gods and How It Came to Earth）》（1904年）
- 《现代乌托邦（英语：A Modern Utopia）》（1908年）
- 《安·维尼罗卡（英语：Ann Veronica）》（1909年）
- 《托诺-邦盖（英语：Tono-Bungay）》（1909年）
- 《波利先生的故事（英语：The History of Mr Polly）》（1910年）
- 《新马基雅弗利（英语：The New Machiavelli）》（1911年）
- 《获得自由的世界（英语：The World Set Free）》（1914年）
- 《世界史纲》（1920年）
- 《未来互联网纾（英语：The Shape of Things to Come）》 （1933年）

## 影響
威尔斯曾被提名1921年、1932年、1935年和1946年的諾貝爾文學獎。
2009年9月，Google網站特意在其首頁標誌換上飛碟圖案及一組指向《世界大戰》中外星人登陸地點的經緯度座標，以紀念威爾斯143歲冥誕。